# 체리, 해리 & 라켈
《체리, 해리 & 라켈》(Cherry, Harry & Raquel!)은 미국에서 제작된 러스 메이어 감독의 1970년 액션, 코미디, 소프트코어엑스플로이테이션 영화이다. 린다 애쉬튼 등이 주연으로 출연하였다.

## 출연

### 주연
- 린다 애쉬튼
- 라리사 엘리
- 찰스 네이피어

## 기타
- 공동각본: 러스 메이어
- 원작자: 러스 메이어